# Célia Delver

Célia Delver, née le 1er février 1975 à Pointe-à-Pitre et morte le 23 octobre 2024 à Les Abymes, est une chanteuse française.

## Biographie
Célia Delver sort en 1995 le titre Tu es libre, l'histoire d'un amour malheureux, qui l'a rend célèbre. Elle collabore avec plusieurs artistes dont Jocelyne Labylle. Pour des raisons de santé, elle s'éloigne de l'univers musical et son dernier morceau date de 2019 avec Ne me prends pas la tête, une autre histoire d'amour malheureux.
Célia Delver s'investit dans des projets humanitaires et artistiques dont la promotion du patrimoine musical caribéen.
Célia Delver décède des suites d'une longue maladie.